# Riu Deba
|  | No s'ha de confondre amb riu Deva. |

El Deba (basc) o Deva (castellà) és un riu d'Euskadi que neix a les muntanyes d'Arlabán, a l'extrem occidental de la Serra d'Elgea, molt a prop de Leintz-Gatzaga. El riu recorre la província de Guipúscoa i desemboca a la mar Cantàbrica formant una ria a la localitat de Deba.
En el seu recorregut passa pels municipis de Leintz-Gatzaga, Eskoriatza, Aretxabaleta, Arrasate, Bergara, Soraluze, Elgoibar, Mendaro i Deba

## Afluents
- Per l'esquerra: Angiozar, Aramaio, Aranerreka, Kilimon i Ego.
- Per la dreta: Oñati